# Henry Somerset (2e comte de Worcester)
Henry Somerset, 2e comte de Worcester (c. 1496-26 novembre 1549) est un noble anglais.

## Biographie
Il est le fils de Charles Somerset (1er comte de Worcester) et d'Elizabeth Herbert 3e baronne Herbert). À la mort de son père le 15 avril 1526, il lui succède en tant que deuxième comte de Worcester. De sa mère, il hérite du titre de baron Herbert.
Somerset obtient l'Abbaye de Tintern après la dissolution des monastères.
Il se marie deux fois :
- Par dispense papale en date du 15 juin 1514, avec Margaret Courtenay, fille de William Courtenay, 1er comte de Devon, et de Catherine d'York, fille d'Édouard IV. Margaret est décédée avant le 15 avril 1526. Certaines sources affirment que l'union n'a produit aucun enfant[2],[3]
- Avant 1527, à Elizabeth Browne, fille d'Anthony Browne[4], et de Lucy, fille de John Neville (1er marquis Montagu). Ils ont :
  - Lucy Somerset (en) (1524-23 février 1583) qui épouse John Neville, 4e baron Latimer.
  - William Somerset (3e comte de Worcester) (vers 1526/7)-21 février 1589). Héritier et successeur de son père.
  - Francis Somerset (vers 1532-22 juillet 1563), on dit souvent qu'il est mort à la bataille de Pinkie en 1547, mais combat au siège de Leith en 1560 et est député du Monmouthshire en 1558[5]. Il est tué lors d'une attaque au Havre en 1563[6].
  - Charles Somerset[7]
  - Thomas Somerset.
  - Anne Somerset (morte le 17 octobre 1596), épouse Thomas Percy (7e comte de Northumberland). Son mari est décapité le 22 août 1572. Ils ont quatre filles et un fils (mort jeune).
  - Eleanor Somerset, mariée à Henry Johns
  - Joan ou "Jane" Somerset épouse Edward Mansel.